# Kumamoto-jo
O Kumamoto-jo (em japonês:熊本城; -jō), também conhecido em português como Castelo de Kumamoto, é um dos "Três Famosos Castelos" do Japão, juntamente com o Matsumoto-jo e com o Himeji-jo. Fica localizado na cidade de Kumamoto, província de Kumamoto, no Japão.
O Kumamoto-jo é um grande e, nos seus tempos, extremamente bem fortificado castelo japonês. A torre de menagem (a fortaleza central do castelo) é uma reconstrução concreta edificada em 1960. No entanto, ainda existem vários edifícios antigos do castelo original, em madeira. O castelo foi sitiado durante a Rebelião de Satsuma (1877), tendo sido saqueado e queimado depois de um cerco de 53 dias.
No vizinho parque de San-no-Maru fica a antiga residência do Clã Hosokawa, os daimyo da província de Higo. Esta tradicional mansão de madeira possui um refinado jardim japonês nos seus terrenos.
As paredes de pedra curvadas, conhecidas como musha-gaeshi, assim como as saliências de madeira, foram desenhadas para prevenir a entrada dos inimigos no castelo. As quedas de rocha também foram usadas como sistemas defensivos.
Actualmente encontra-se aberto ao público para visitas turísticas.